# Equus (Theaterstück)
Equus (lat. ‚Pferd‘) ist ein Theaterstück von Peter Shaffer aus dem Jahr 1973. Die deutschsprachige Übertragung von Wolfgang Mandt wurde 1974 veröffentlicht. Equus dramatisiert die therapeutische Behandlung eines 17-jährigen Jugendlichen, der eine pathologische Faszination für Pferde hat.

## Figuren
- Martin Dysart
- Alan Strang
- Frank Strang
- Jill Mason
- Hesther Soloman
- Dora Strang
- Nurse
- Harry Dalton
- Horseman
- Nugget

## Inhalt
Das Stück beginnt mit der Reflexion des Psychiaters Martin Dysart über den Fall des 17-jährigen Alan Strang als Rahmenhandlung. Der Jugendliche hat aus zunächst unerklärlichen Gründen in einem Reitstall, in dem er beschäftigt war, sechs Pferden die Augen ausgestochen. Vermittelt über Dysart als „Erzähler“, der den Fall aus seiner Erinnerung rekonstruiert und kommentiert, werden auf der Bühne die psychoanalytische Behandlung des Jungen, die Vorgeschichte und der Vorfall selber als Binnenhandlung szenisch dargestellt.
Alan erscheint verstört zu der ersten Behandlung. Nur langsam kann Dysart, der sich selbst erschöpft und unzufrieden fühlt und sich in einer tiefen beruflichen und existenziellen Krise befindet, sein Vertrauen gewinnen: Sukzessiv wird der familiäre und individuelle Hintergrund des Jungen deutlich: Seine Mutter, die aus „besseren Verhältnissen“ stammt, ist eher religiös und orientiert sich an den Normen und Werten der oberen Mittelschicht, während sein Vater, der sich hochgearbeitet hat, atheistisch und sozialistisch eingestellt ist. Alan wächst in diesem Spannungsfeld zwischen den unterschiedlichen elterlichen Wert- und Bildungsvorstellungen auf; schon früh verspürt er eine Faszination für Pferdebilder, die von ihm mit religiösen Vorstellungen überladen und vermischt werden. Dabei vermengen sich in Alans Wahrnehmung die Pferdeaugen und der Gesichtsausdruck des leidenden Christus.
Alan entwickelt ein geradezu religiöses Verhältnis zu Pferden allgemein, das in der Vorstellung des Pferdegottes Equus in personifizierter Form Gestalt annimmt. Dieser beherrscht ihn zunehmend als religiöse Autorität. Besondere Bedeutung erlangt ein kindliches Erlebnis Alans am Strand. Fasziniert von der mythologischen Vorstellung einer personalen Einheit von Pferd und Reiter aus den Erzählungen seiner Mutter erlebt der sechsjährige Alan seinen ersten Ritt auf einem Pferd als lustvolle Beherrschung einer übermäßig großen und starken Kreatur. Sein Vater reißt den kleinen Alan jedoch von dem Pferd des jungen Mannes, der ihn hatte aufsitzen lassen. 
Als Alan später nach einer ungeliebten Anstellung in einem Elektrogeschäft, die sein Vater ihm vermittelt hatte, eine Beschäftigung in einem Reitstall findet, nutzt er jede Gelegenheit zu heimlichen nächtlichen Ausritten. Freunde und Kontakte in seiner Altersgruppe hat er nicht. Die Begegnung mit Jill, die ebenfalls in dem Pferdestall arbeitet, bedeutet für ihn seine erste Beziehung zu Gleichaltrigen. Jills Versuch, Alan zu verführen, scheitert jedoch, da dieser sich von den Augen der Pferde und somit von Equus, seinem Pferdegott, beobachtet fühlt. Nachdem Jill ihn nach der gescheiterten sexuellen Annäherung allein im Stall zurückgelassen hat, blendet er in einem gewalttätigen Befreiungsschlag die Pferde.

## Auszeichnung
Die Uraufführung des Stücks am Broadway mit Anthony Hopkins als Psychiater Martin Dysart wurde 1975 mit dem Tony Award für das beste Theaterstück ausgezeichnet.

## Adaptionen (Auswahl)
- 1974 inszenierte Kurt Hübner das Stück an der Freien Volksbühne Berlin. Als Schauspieler wirkten Dieter Borsche, Klaus Hoffmann, Bernd Seebacher, Conny Diem und Elisabeth Wiedemann mit.
- 1977 wurde das Stück von Sidney Lumet unter dem Titel Equus – Blinde Pferde verfilmt.
- 2002 wurde es von der Theatergruppe De Paardenkathedraal aufgeführt.
- 2007 inszenierte Thea Sharrock das Stück am Londoner Gielgud Theatre. Als Schauspieler wirkten Daniel Radcliffe, Richard Griffiths und Kate Mulgrew mit.
- 2009 inszenierte Sandra Weissmann-Ballbach EQUUS mit Thore Jarosch und Björn Ballbach in der Arena des Cinecitta in Nürnberg.[2]
- 2023 inszenierte Philipp Rosendahl am Staatstheater Cottbus EQUUS in der Übersetzung von Ursula Grützmacher-Tabori.

## Ausgaben
- Peter Shaffer: Equus. Ein Stück. Deutsch von Wolfgang Mandt. TSV und Sessler, Wien und München 1974, 202 S. [Bühnenmanuskript]